# Enaphalodes taeniatus
Enaphalodes taeniatus är en skalbaggsart som först beskrevs av Leconte 1854.  Enaphalodes taeniatus ingår i släktet Enaphalodes och familjen långhorningar. Inga underarter finns listade i Catalogue of Life.